# Tini: Violetta átváltozása
A Tini: Violetta átváltozása (eredeti cím: Tini: El gran Cambio de Violetta) 2016-ban bemutatott egész estés spanyol–olasz–argentin televíziós film, amely a Violetta című 2012-től 2015-ig futott argentin filmsorozat folytatása. A rendezője Juan Pablo Buscarini, a producere Pablo Bossi, az írója Ramón Salazar, a zeneszerzője Federico Jusid. A főszereplői Martina Stoessel, Jorge Blanco, Mercedes Lambre, Clara Alonso és Diego Ramos, akik visszatértek a szerepükhöz. A filmben szerepel még Adrián Salzedo, Sofia Carson és Angela Molina. A tévéfilm a The Walt Disney Company, a Gloriamundi Producciones és a Lapis Film gyártásában készült, a Walt Disney Studios Motion Pictures forgalmazásában jelent meg. Műfaját tekintve kalandfilm és filmmusical. 
Premierje Spanyolországban 2016. május 6-án, Olaszországban 2016. május 12-én Argentínában 2016. június 2-án, amíg Amerikában 2016. december 6-án volt. Magyarországi premierje 2017. március 9-én volt az HBO-n.

## Cselekmény
Violetta európai turnéja után hazatér Buenos Airesbe, ahol egy ővele készített talkshow-ban  megtudja,hogy León-nak új barátnője van, ez nagyon rosszul érinti őt,így visszavonulást jelent be. Germán átadja Violettának azt a levelet,amit a rokona még régebben küldött neki, azt a lehetőséget felkínálva,hogy egy tengerparti olasz városban folytassa pályáját egy művészeti intézményben. Violetta elfogadja az ajánlatot, hogy kikapcsolódjon,és,hogy megtalálja önmagát. Elutazik Isabellához Olaszországba, és végleg elválik a sorozatból már nagyon jól ismert házától.Megismerkedik Caio-val,aki átviszi őt hajóval a városból a kisebb szigetre,  útközben problémákba ütköznek a  főhősök, mivel Violetta bőröndje a vízbe esik, és odaveszik az összes holmija,kivéve Anyukája (María) brossát, amit sikerült Caionak kimentenie a tengerből. Megismerkedik Isabellával,aki többször is Tininek szólítja őt de nem érti,hogy miért. Isabellánál rábukkan Violetta egy zongorára, és az az ötlete támad,hogy elvigyék ezt az új barátaival a Hold elé a dombra . Violetta megtudja,hogy édesanyja ugyanazon a helyszínen énekelt, ahol  a minden évben zajló zenei rendezvényt tartják,és Caio arra bíztatja Violettát,nevezzen be,amit ő el is vállal. Ludmilla  megtudja Germántól,és Angietől,hogy hol tartózkodik Violetta,amit eddig szándékosan nem mondtak meg neki a lány kérésére. Ludmilla azonnal elmondja Leónnak a hírt,aki szintén elutazik Olaszországba Violettához, Los Angelesből. Violetta megtudja Isabellától és Germántól,hogy kicsoda Tini. Kiderül,hogy Tini maga  Violetta, csak Germán azért adta neki a Violetta nevet,mert feleségével együtt Tininek szólították Violettát, de miután María meghalt Germán már nem bírta,hogy ezentúl is úgy szólítsa őt,ahogy együtt hívták, a múlt könnyebb elfeledése miatt.León megérkezik , de amikor odaér Violettához, Caioval látja a lányt,  León  félreérti a helyzetet,és elmegy,azt gondolja,hogy Caio és Violetta már egy pár, pedig Violetta állítja,hogy ő még mindig Leónt szereti. Ludmila elmondja Violettának,hogy a hírek nem voltak igazak Leónnal kapcsolatban, és nincsen barátnője. Violetta ahogy ezt megtudja,rögtön rájön,hogy akit tegnap este látott az León volt,és azonnal utána indul az Elveszett Szerelmek Szigetére, egyedül,hajóval,  útközben viszont baleset éri,de Leónnak sikerül megmentenie,és újra egymásra találnak. Majd ezután Violetta előadja új dalát a koncerten, ami nagy sikert arat, és sikerült  megtalálnia önmagát.

## Szereplők
| Szereplő                 | Színész            | Magyar hang     |
| ------------------------ | ------------------ | --------------- |
| Tini / Violetta Castillo | Martina Stoessel   | Csuha Bori      |
| León Vargas              | Jorge Blanco       | Czető Roland    |
| Caio Sanchez             | Adrián Salzedo     | Hajdu Tibor     |
| Ludmila Ferro            | Mercedes Lambre    | Nádasi Veronika |
| German Castillo          | Diego Ramos        | Kőszegi Ákos    |
| Angie Carrará            | Clara Alonso       | Bognár Anna     |
| Melanie Diaz             | Sofia Carson       | Kardos Eszter   |
| Saúl Paulo               | Leonardo Cecchi    | Baráth István   |
| Raúl Jimenez             | Ridder van Kooten  | Ungvári Gergely |
| Miranda Morris           | Beatrice Arnera    | Tamási Nikolett |
| Eloisa Martínez          | Georgina Amorós    | Csifó Dorina    |
| Roko Benjamin            | Francisco Viciana  | Penke Soma      |
| Stefano Mario            | Paquale Di Nuzzo   | Miller Dávid    |
| Isabella Juarez          | Ángela Molina      | Bencze Ilona    |
| Willy                    | Rolando San Martin | Láng Balázs     |
| Gigino                   | Turi Giordano      | Katona Zoltán   |